# Ahlendorf
Ahlendorf ist ein Ortsteil von Crossen an der Elster im Saale-Holzland-Kreis in Thüringen.

## Geografie
Ahlendorf liegt einen Kilometer nördlich von Crossen an der Elster westlich vom Fluss in der kupierten Flussaue und ist mit der Landesstraße 1374 verkehrsmäßig mit dem Umland verbunden. Westlich und östlich der Aue sind bewaldete Hänge und Anhöhen. Bachläufe und Erosionsrinnen sind begrünt. Im Tal führt die Bahnstrecke Saalfeld/Saale–Gera–Leipzig mit Halt in Crossen vorbei.

## Geschichte
Die urkundliche Ersterwähnung erfolgte 1378. Der Ort gehörte zum wettinischen Kreisamt Eisenberg, welches aufgrund mehrerer Teilungen im Lauf seines Bestehens unter der Hoheit verschiedener Ernestinischer Herzogtümer stand. 1826 kam der Ort mit dem Südteil des Kreisamts Eisenberg und der Stadt Eisenberg vom Herzogtum Sachsen-Gotha-Altenburg zum Herzogtum Sachsen-Altenburg. Ab 1920 gehörte er zum Freistaat Thüringen.
Das Dorf war und ist noch von der Landwirtschaft geprägt. Es wurde am 25. März 1994 nach Crossen an der Elster eingemeindet.